# Peter Augustinus
Peter Augustinus (17. december 1944 i København – 5. april 2014) var en dansk erhvervsmand og mæcen, administrerende direktør for familiefirmaet Chr. Augustinus Fabrikker A/S og Augustinus Fonden.
Han var søn af fabrikant Ludvig Augustinus, der stiftede Augustinus Fonden, og er dermed syvende generation af tobaksfamilien Augustinus, og mistede allerede sin far som treårig. Augustinus, der oprindeligt overvejede at læse geologi eller til organist, blev adm. direktør for det familieejede Augustinus Industri A/S samt medlem af Chr. Augustinus Fabrikker A/S, Augustinus Industri A/S og af Augustinus Fondens bestyrelser. Peter Augustinus tog først realeksamen, blev siden student og studerede efterfølgende økonomi og jura på universiteterne i Grenoble, Toronto og Århus. Fra 1972 indtil 1996 stod han i spidsen for fond og fabrikker. Ligesom sine forfædre var Peter Augustinus kunstinteresseret, hvortil kom hans musikinteresse, der gjorde fonden til Danmarks største mæcen inden for det klassiske musikområde. Kunstinteressen blev grundlagt, da han som ung købte et Asger Jorn-maleri.
I 1996 fratrådte han som adm. direktør for tobaksfabrikken på grund en strid om moderen Lili Augustinus' millionarv. I en alder af 82 år ønskede Lili Augustinus at ændre sit testamente, for at undgå at Augustinus Fonden arvede alle hendes aktier. Nu ønskede hun, at aktierne skulle gå til sønnerne Ole og Peter Augustinus. Men Augustinus Fonden var i en periode af en anden opfattelse. Lili Augustinus stævnede fonden for at få anerkendt sit nye testamente. Hun døde i mellemtiden i 1996. Men inden sagen nåede til Landsretten, indgik parterne i 1998 et forlig, som tilkendte Ole og Peter Augustinus 500 mio. kr. for deres mors aktiepost i Chr. Augustinus Fabrikker. 
Peter Augustinus havde bestyrelsesposter i bl.a. Louisiana, Louisiana Fonden, Museums Fonden, Arktisk Institut, Dansk-Grønlandsk Kulturfond, Østre Gasværk Teater, Egeskov Fonden, Collegium Musicum, Experimentarium – Center for Naturvidenskab og Moderne Teknologi, Det Kongelige Danske Geografiske Selskab og A/S Bryggeriet Vestfyen. Han var tillige medlem af bestyrelserne for Augustinus Industri A/S datter- og holdingselskaber. 
Han var formand for Kultureksportudvalget, Dansk-Fransk Kulturfond og Hamletfestspillene på Kronborg og sad i bestyrelserne for bl.a. Skandinavisk Tobakskompagni A/S, Incentive A/S, CARE Danmark, Europa Nostra og Verdensnaturfonden. Han var æresmedlem af Det Kongelige Kapel, Den Europæiske Kulturfond, Carl Nielsen Violinkonkurrencen og Malko-konkurrencen. Han var medlem af VL-gruppe 13.
Peter Augustinus skrev et betydelig antal kronikker, debatindlæg m.m. om kunst og økonomi. Han er forfatter til et stort antal populærvidenskabelige artikler om orkidéer.
18. april 2010 blev han Ridder af 1. grad af Dannebrog og var bl.a. Kommandør af 1 grad af Den Nationale Spanske Fortjenstorden. 
Peter Augustinus er portrætteret af Kurt Trampedach.